# Тенденция нормы прибыли к понижению
Тенде́нция но́рмы при́были к пониже́нию (в оригинале у Маркса: нем. Gesetz vom tendenziellen Fall der Profitrate) — тезис, сформулированный Карлом Марксом в III томе «Капитала». Он состоит в том, что согласно законам капиталистической экономики, то есть по причине самих свойств капиталистической экономики, существует тенденция к уменьшению нормы прибыли в общеэкономическом масштабе.
Марксистский тезис тенденции нормы прибыли к понижению следует отличать от закона убывающей предельной полезности и закона убывающей доходности. Также следует отличать от рассматриваемого закона снижение нормы прибыли, вызванное какими-либо внешними причинами, например, снижением темпов технического прогресса или исчерпанием ресурсов.

## Суть явления

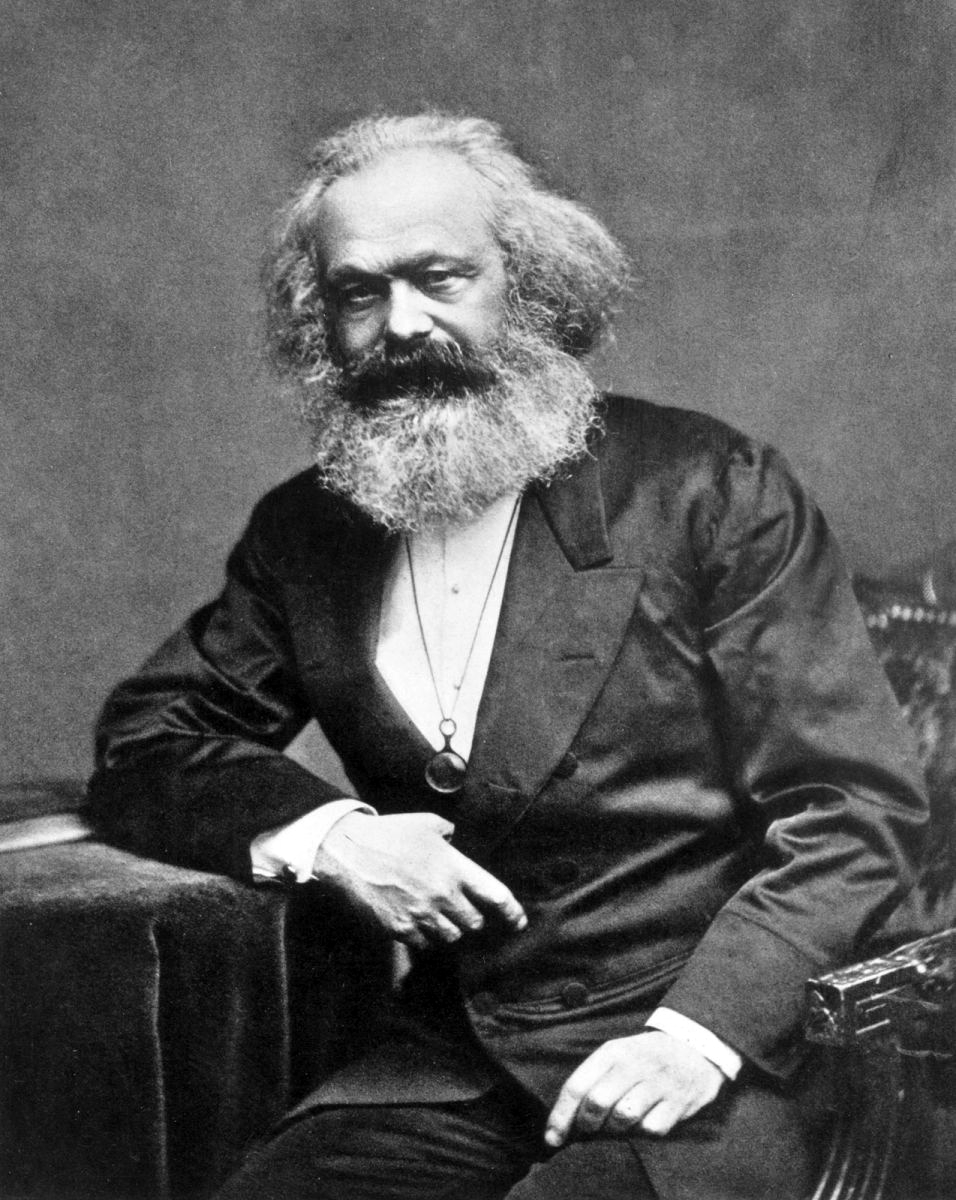
Карл Маркс

Согласно учению Маркса, капиталистическому хозяйству присущи внутренние противоречия. Они проявляются в том, что при взаимодействии всех капиталистов средняя норма прибыли имеет тенденцию снижаться, несмотря на то, что каждый отдельный капиталист стремится увеличить получаемую прибыль. Основная причина «тенденции к понижению» состоит в том, что попытки увеличить прибыль связаны с тенденцией к снижению доли переменного капитала (то есть части капитала, который идёт на покупку рабочей силы) по отношению к суммарному капиталу (марксистское выражение для этого «Повышение органического состава капитала»). Это связано с ростом капиталоёмкости производства в силу внедрения более сложных машин, оборудования, технологических процессов, при одновременном сокращении числа занятых в пересчёте на выпуск единицы продукции. Согласно Марксу, «свободный» наёмный труд представляет собой единственный источник прибыли — наёмные работники продают свою рабочую силу в соответствии с её стоимостью, но при этом способны в течение рабочего процесса работать дольше, чем необходимо для производства стоимостного эквивалента их заработной платы, то есть способны производить бо́льшую стоимость, чем продажная цена рабочей силы. Вследствие относительного уменьшения доли затрат на рабочую силу в течение длительного времени норма прибыли на инвестированный (авансированный) капитал имеет тенденцию к снижению.
«Тенденцией» она называется потому, что общеэкономические показатели нормы прибыли могут действительно в результате колебаний становиться ниже, но тенденция может также обозначать и то, что сами показатели нормы прибыли могут быть относительно стабильны, но это приведёт иным образом к определённым экономическим эффектам. Американский (США) марксист Дункан Фоли предложил сравнение ситуации с автомобилем с правым рулем. Если водитель старается, то для стороннего наблюдателя он ведёт машину вполне прямо и уверенно, но водитель тем не менее быстро устаёт, начинает сводить мышцы шеи. Так и в рассматриваемом нами случае — для стороннего наблюдателя норма прибыли выглядит стабильной, но количество фирм непрерывно уменьшается, растёт безработица и т. д.
От этого закона следует отличать представления, что по причине каких-либо внешних обстоятельств норма прибыли может снижаться, например по причине истощения природных ресурсов или капиталоотдача «естественным» образом снизится. Согласно Марксу, логика капитала сама ведёт к этому закону и закон этот проявляется не вопреки, а вследствие технического прогресса.

## Причина и подоплёка
Согласно политэкономии Карла Маркса среди факторов производственного процесса только рабочая сила наёмных работников (так называемый переменный капитал) способна создавать прибавочную стоимость и таким образом исполнять цели капиталистического товарного производства. Прочие приобретаемые капиталистами материальные факторы (рабы, как несвободная рабочая сила и полная собственность капиталиста тоже сюда принадлежат) это так называемый постоянный капитал, который только переносит свою стоимость на вновь создаваемый продукт (также с помощью наёмных рабочих).
В случае, если машина переносит на конечный продукт больше стоимости, чем она стоит сама, значит продавший машину капиталист понёс убыток в пользу купившего капиталиста. Если же машина перенесла на продукт меньше своей собственной стоимости, значит она нанесла убыток купившему капиталисту в пользу капиталиста продавца машины. Если же рассматривать в совокупности, то машины переносят на продукт точно свою стоимость.
В процессе технического оснащения производства увеличиваются в весе с одной стороны эти разнообразные факторы, с другой такие виды работ, как планирование, охрана, управление, то есть работы, которые невозможно однозначно приписать к конечному продукту, уменьшают в производственном процессе долю собственно работ наёмных работников по изготовлению конечного продукта, которые единственно и создают прибавочную стоимость. Это значит, что модернизация, имеющая целью повысить прибавочную стоимость, имеет тенденцию наоборот иссушать источник прибавочной стоимости.
В этой связи для Маркса политэкономическая сущность капитала в том, что капитал аккумулируется и развивает при этом производительные силы в целях постоянного роста производительности труда. В развитых формах развитие капитала всегда сопряжено с кризисами и периодами стагнации.
Внутри марксизма считается спорным положение о том, что из этого закона можно вывести закат капитализма. В отличие от чисто механических теорий и сценариев крушения капитализма другие марксисты ставят на «субъективный» фактор, причём субъективные и объективные факторы взаимодействуют и взаимообуславливают друг друга в процессе классовой борьбы. Примерами являются революционные выводы из растущего обнищания масс и процесс повышения идейного уровня наёмных работников, особенно вследствие регулярно повторяющихся кризисов.

## Предшественники Маркса
Британский экономист и марксист Морис Добб установил, что ещё в домарксистские времена наряду с представлениями о статическом положении существовало также представление о тенденции нормы прибыли к уменьшению. Адам Смит, Давид Рикардо и Джон Стюарт Милль ещё до Маркса развивали представления о том, что по крайней мере при определённых обстоятельствах норма прибыли должна постепенно снижаться.
Адам Смит писал в 1776 году:

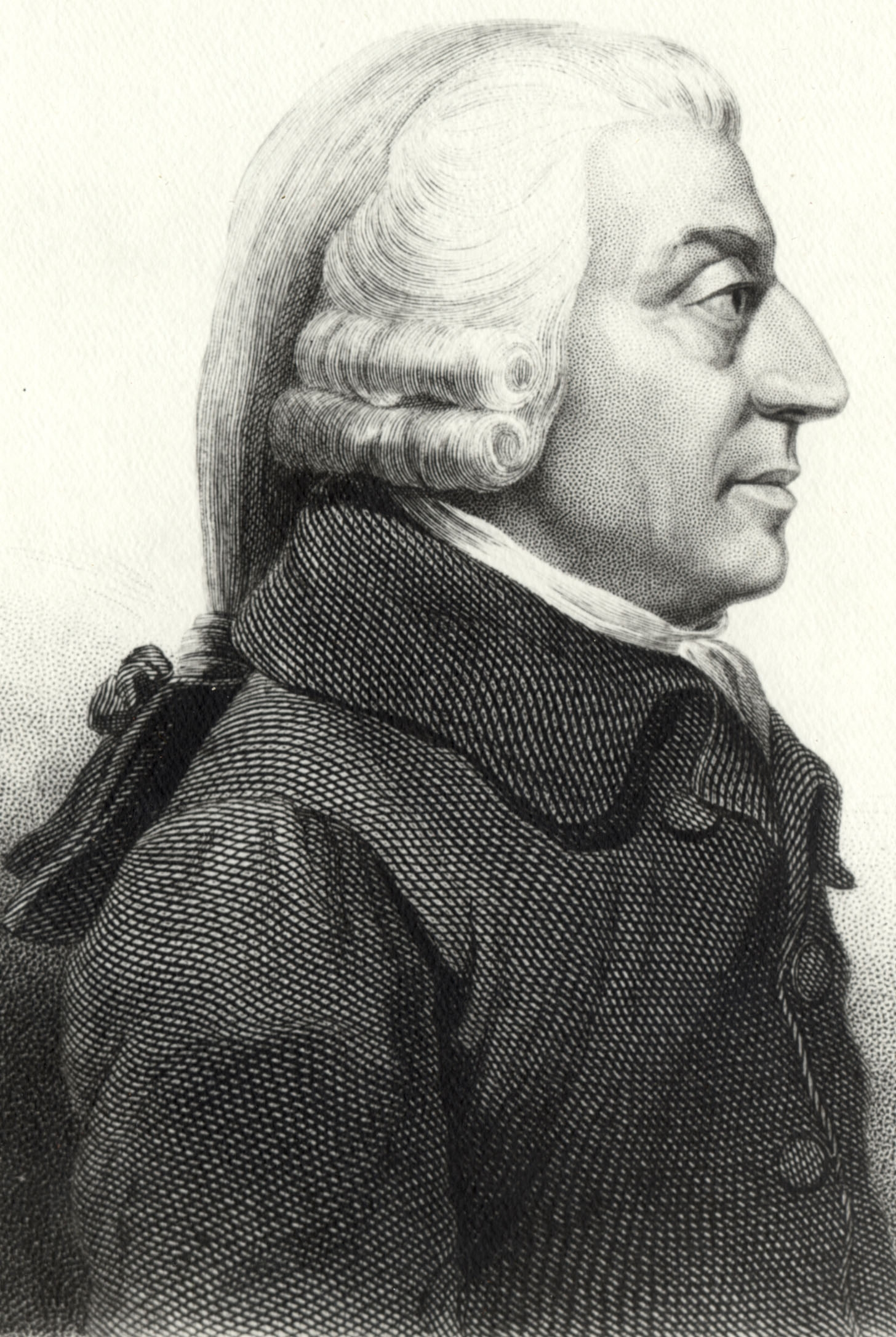
Адам Смит

«Как было уже замечено, нелегко установить размер средней заработной платы даже в отдельной местности и в определённое время. Даже в этом случае мы можем обыкновенно определить лишь наиболее обычную заработную плату. Однако даже и это редко может быть сделано по отношению к прибыли на капитал. Прибыль так сильно колеблется, что человек, ведущий какое-нибудь торговое дело, не всегда может сам сказать вам, какова в среднем его годовая прибыль. На неё оказывают влияние не только каждое колебание цены товаров, которыми он торгует, но и удачи и неудачи его конкурентов и потребителей, а также тысячи других случайностей, которым подвержены его товары при перевозке морем или сушей или даже на складе. Прибыль поэтому колеблется не только из года в год, но и изо дня в день и почти с часу на час. Установить, какова средняя прибыль всех различных отраслей торговли, существующих в обширном королевстве, должно быть много труднее, а судить с некоторой степенью точности о том, какова она могла быть раньше или в отдалённые от нас периоды, должно быть вообще невозможно.
Но хотя невозможно определить с некоторой степенью точности, какова в настоящее время и какова была прежде средняя прибыль на капитал, кое-какое представление об этом может быть составлено на основании обычного процента на деньги. Можно признать за правило, что процент на деньги будет выше в тех случаях, когда возможно получить большую прибыль от вложения денег в какое-нибудь дело, и, наоборот, за них дадут меньше, если употребление их обещает меньшую выгоду. Следовательно, мы можем быть уверены, что соответственно колебаниям в данной стране обычной рыночной нормы процента должна изменяться также обычная прибыль на капитал — понижаться, когда понижается эта норма, и возрастать, когда она повышается».

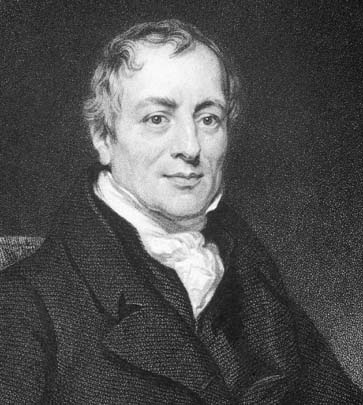
Давид Рикардо

Но Маркс отклонил их построения, как ложные, недостаточно общие, слишком поверхностные и недостаточные. Смита он критиковал за то, что тенденция к падению нормы прибыли выводится непосредственно из конкуренции между предприятиями. По Смиту всё больше и больше предприятий конкурирует друг с другом, что оказывает давление на норму прибыли.
По Марксу же конкуренция есть лишь внешнее давление, которое реализует внутренний закон.
Рикардо в своей теории ренты исходил из того, что рост населения в итоге приведёт к расширению сельхозпроизводства на менее плодородные земли. В результате роста спроса на зерно цены будут расти и соответственно будут осваиваться менее плодородные участки. На нижней границе качества, то есть на худшей, но ещё подлежащей использованию земле урожаи будут всё же достаточны, чтобы получить некую прибыль в то время, как землевладелец из за его слабой позиции вряд ли сможет получить арендную плату в качестве земельной ренты. На всех более хороших землях прибыль арендаторов оказывается более-менее постоянной из-за конкуренции между ними к выгоде арендатора из-за роста земельной ренты. Владельцы хороших участков требуют большей доли в прибыли в качестве арендной платы, нежели владельцы плохих участков. Норма прибыли падает, так как уменьшается доля прибыли от дополнительного производства, получаемая арендатором- производителем продукции, в связи с тем, что всё большая доля течёт к хозяину земельного участка.
В данном случае Маркс критикует позицию Рикардо в связи с тем, что технический прогресс рано или поздно преодолеет эти технические препятствия, так что они не могут выступать в качестве причин падения прибыли.
Также марксистский закон тенденции нормы прибыли к понижению имеет по крайней мере внешнее сходство с законом убывающей доходности Кейнса.

## Изложение явления
Откуда появляется прибыль? Прибыль не может появиться от того, что капиталисты меняются друг с другом товарами, покупают и продают друг другу товары, предоставляют ссуды и берут кредиты. Конечно, один капиталист может обмануть другого, но в общем происходит антагонистическая игра (игра с нулевой суммой). То, что выигрывает один, — теряет другой.
По другому обстоит дело с наёмными работниками. Они продают свой товар — рабочую силу по своей стоимости капиталистам. Для капиталиста эта сделка оправдана только в том случае, если стоимость произведённых наёмными работниками товаров больше, чем необходимо им выплатить в форме заработной платы. Этот дополнительный прибавочный продукт (прибавочная стоимость) оценивается как прибыль.
Овеществлённый труд переносится на конечную продукцию (напрямую для сырья и материалов, по частям в форме амортизации для используемых машин, зданий и т. п.). Машины и сырьё продаются капиталистами друг другу. Если при этом один капиталист что-то дополнительно выигрывает, то это потеря другого капиталиста. Для капиталистов как совокупности при купле-продаже машин не возникает новой (дополнительной) стоимости. Источником прибавочной стоимости может быть только наёмный труд. Она возникает только вследствие того, что наёмные работники продают свою рабочую силу капиталистам, но в процессе труда создают стоимости больше, чем величина их заработной платы.
Если рабочие одного капиталиста изготавливают продукта сравнительно больше, чем у других капиталистов, то этот капиталист получит относительно больше прибавочной стоимости, чем в среднем по отрасли. Это является стимулом для капиталиста инвестировать в оборудование, чтобы повысить производительность труда и перераспределить совокупную прибавочную стоимость в свою пользу.
Вследствие этого в процессе технического прогресса и автоматизации всё больше живого труда (переменного капитала, источника прибавочной стоимости) замещается оборудованием (постоянным капиталом). Таким образом подлежащий эксплуатации и создающий стоимость элемент занимает всё меньшую долю в совокупных производственных затратах. В итоге, в долговременной перспективе норма прибыли снижается, как отношение прибыли к размеру затраченного капитала. Прибыль отдельных капиталистов может при этом дальше ускоренно расти именно вследствие того, что применяются всё лучшие машины. Это позволяет отдельному капиталисту увеличить свою норму прибыли за счёт многих других капиталистов и получать сверхприбыль. Но в общей тенденции по всей совокупности капиталистов норма прибыли будет стремиться к понижению.

## Логика закона

### Стоимостная логика

#### Формула
Норма прибыли {\displaystyle p} выражает отношение полученной прибавочной стоимости {\displaystyle m} к сумме необходимого для изготовления постоянного капитала {\displaystyle c} (то есть, машины, здания, сырье и вспомогательные материалы, полуфабрикаты) и человеческой рабочей силы, выражаемой через переменный капитал {\displaystyle v} (то есть сумму зарплат рабочей силы).
{\displaystyle p={m \over c+v}}
после умножения числителя и знаменателя правой стороны уравнения на выражение {\displaystyle {\frac {1}{v}}} и упрощения получаем:
{\displaystyle p={{m \over v} \over {{c \over v}+1}}}
Отношение постоянного капитала {\displaystyle c} к переменному капиталу {\displaystyle v} называется органическим строением капитала. Маркс предполагает, что с ростом технического органического строения капитала будет также все больше расти показатель стоимостного органического строения капитала. При этом в соответствии с формулой норма прибыли должна понижаться, если это не компенсируется ростом степени эксплуатации {\displaystyle {\frac {m}{v}}}.
Критики отмечают, что даже Маркс признает, что стоимостное значение органического строения капитала растет значительно медленнее соответствующего технического значения, так как вследствие технического прогресса товары могут быть изготовлены в течение более короткого промежутка времени и согласно трудовой теории стоимости стоимость товаров снижается, в том числе и тех товаров, которые составляют переменный капитал. Более того Маркс добавляет, что, если смотреть абстрактно, технический рост органического строения капитала может постоянно компенсироваться снижением стоимости постоянного капитала, вследствие чего, по мнению критиков, допущение модели постоянно растущего стоимостного органического строения капитала вовсе не оправдано. Вследствие этого закон принято рассматривать не только как обычно — со стороны стоимостной оценки, но также освещается дополнительно материальная сторона производственного процесса.

#### Начальная и восстановительная стоимость основных фондов

##### Норма прибыли и начальная стоимость основных фондов
Прибыль {\displaystyle m} равна стоимости производства {\displaystyle c+v+m} расчётного периода за вычетом суммы выплаченных в расчётном периоде зарплат {\displaystyle v}, которые расходуются на покупку рабочей силы наёмных работников, а также за вычетом средств производства {\displaystyle c}, которые покупаются у других капиталистов. При покупке рабочей силы и средств производства принимается в расчет стоимость их создания.
Предположим, что для всех составных частей капитала существует один и тот же оборотный период и стоимости {\displaystyle c} и {\displaystyle v} подсчитываются в начале расчётного периода. Норма прибыли при этом может быть рассчитана в соответствии с приведённой выше формулой. При этом начальная стоимость основных фондов рассчитывается, исходя из стоимости рабочей силы и средств производства на начало периода.

##### Норма прибыли и восстановительная стоимость основных фондов
Для сохранения или поддержания конкурентоспособности предприятия требуется расходовать средства на восстановление стоимости основных фондов, а не на их предшествующее создание. Например при инфляции предприятие вынуждено исходить в расчётах из более крупных сумм, чем предыдущие, основанные на начальной стоимости основных фондов, так как есть основания считать большей сумму необходимой восстановительной стоимости.
Средства производства могут также оказаться дешевле, если вследствие технического прогресса стоимость их изготовления снизится. Аналогичное явление происходит при дефляции, когда средний уровень цен снижается.
Предположим, что для всех составных частей капитала существует один и тот же оборотный период. Чтобы получить прибыль {\displaystyle m} также вычитаются из общей производственной стоимости {\displaystyle c+v+m} сумма зарплат {\displaystyle v} и стоимость израсходованных средств производства {\displaystyle c}, но теперь уже не в размере соответствующей части их начальной стоимости, а размере восстановительной стоимости на начало ближайшего производственного периода. Это норма прибыли рассчитывается по стоимости замещения уже выше, чем по стоимости приобретения, в случае, если в ходе технического прогресса, средства производства подешевели, либо подешевели основные товары, потребляемые рабочими, так что допустимо снизить сумму зарплат {\displaystyle v}, не понизив при этом уровень жизни работников.

##### Падающая норма прибыли и восстановительная стоимость основных фондов
Можно предположить, что капиталисты повышают норму прибыли, первоначально рассчитанную на основании начальной стоимости основных фондов, тем, что постоянно инвестируют в новейшую дорогую технику в таком масштабе, что все большая часть стоимости производства {\displaystyle c+v+m} к началу следующего периода расходуется, как постоянный капитал {\displaystyle c} на средства производства новой техники. Они вынуждены так поступать, если другие капиталисты так поступают, иначе они не будут обладать новейшей производственной техникой и отстанут в конкурентной борьбе. Расходы на постоянный капитал {\displaystyle c} теперь являются «восстановительной стоимостью», но уже не в том смысле, что старые средства производства должны быть заменены на аналогичные новые, а в том смысле, что в целях увеличения конкурентоспособности должны производиться все новые, лучшие и более дорогие средства производства.
При таком способе восстановления основных фондов норма прибыли будет становиться все меньше и меньше. Маркс предположил, что эта тенденция будет стремиться к осуществлению и соответственно падению нормы прибыли (при учёте технически успешного восстановления стоимости основных фондов). Если предприятие будет участвовать в конкурентной борьбе, то оно окажется вынужденным тратить на техническое вооружение (то есть основной капитал) все большую часть своего дохода. В ходе технологического развития и увеличения восстановительной стоимости средств производства, которое теперь выступает в качестве расходов, предприятие будет и дальше способно выдерживать конкуренцию. Оставшаяся доля инвестируемого капитала будет напротив становиться все меньше. Таким образом, норма прибыли имеет тенденцию падать вследствие технического прогресса. Критики подчеркивают, что эта возможность не обязательно должна превратиться в действительность. Возможно, вообще не появится возможности увеличить норму прибыли выше, чем при начальной стоимости основных фондов. Возможно доля постоянного капитала настолько увеличится, что даже при условии выдерживании конкурентной гонки расчётная норма прибыли будет снижаться. Это можно было бы рассматривать, как некое внешнее препятствие, которое вполне можно преодолеть, если это в интересах отдельных капиталистов.
Экономически рассматривая существует некий конфликт целей. Производительность труда больше всего растет от того, что все большая часть доступного капитала инвестируется в форме постоянного капитала {\displaystyle c} и все меньшая часть в форме переменного капитала {\displaystyle v}. Но на практике это обозначает, что будет создаваться все меньше рабочих мест.

### Материальная логика
Два понятия:

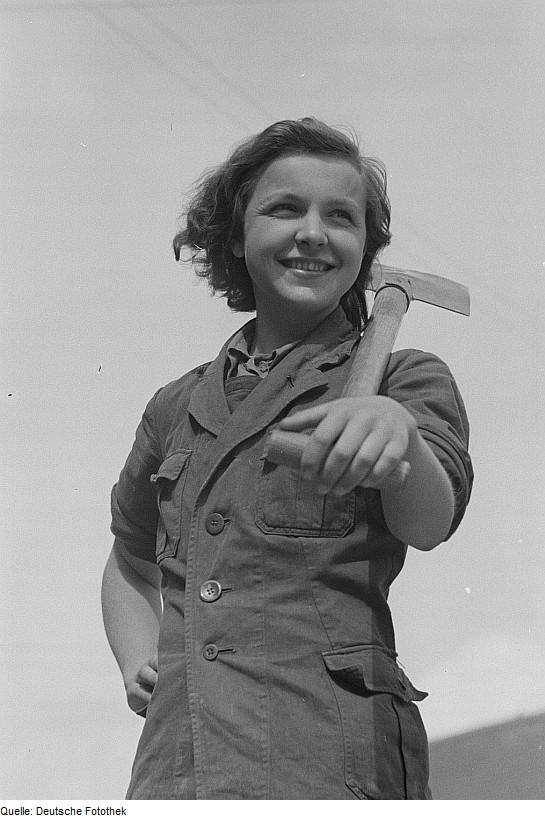
Fotothek df roe-neg 0006303 002 Aufbauhelferin am «Sportforum»

- Техническое строение капитала (ТСК): Количество средств производства на одного работника.
- Производительность труда: Количество производимого продукта на одного работника.

При неизменной технике, используемой в производстве ТСК и производительность труда остаются неизменными. Прибыль тратится на то, чтобы в наличных технических условиях задействовать больше работников и использовать больше средств производства.

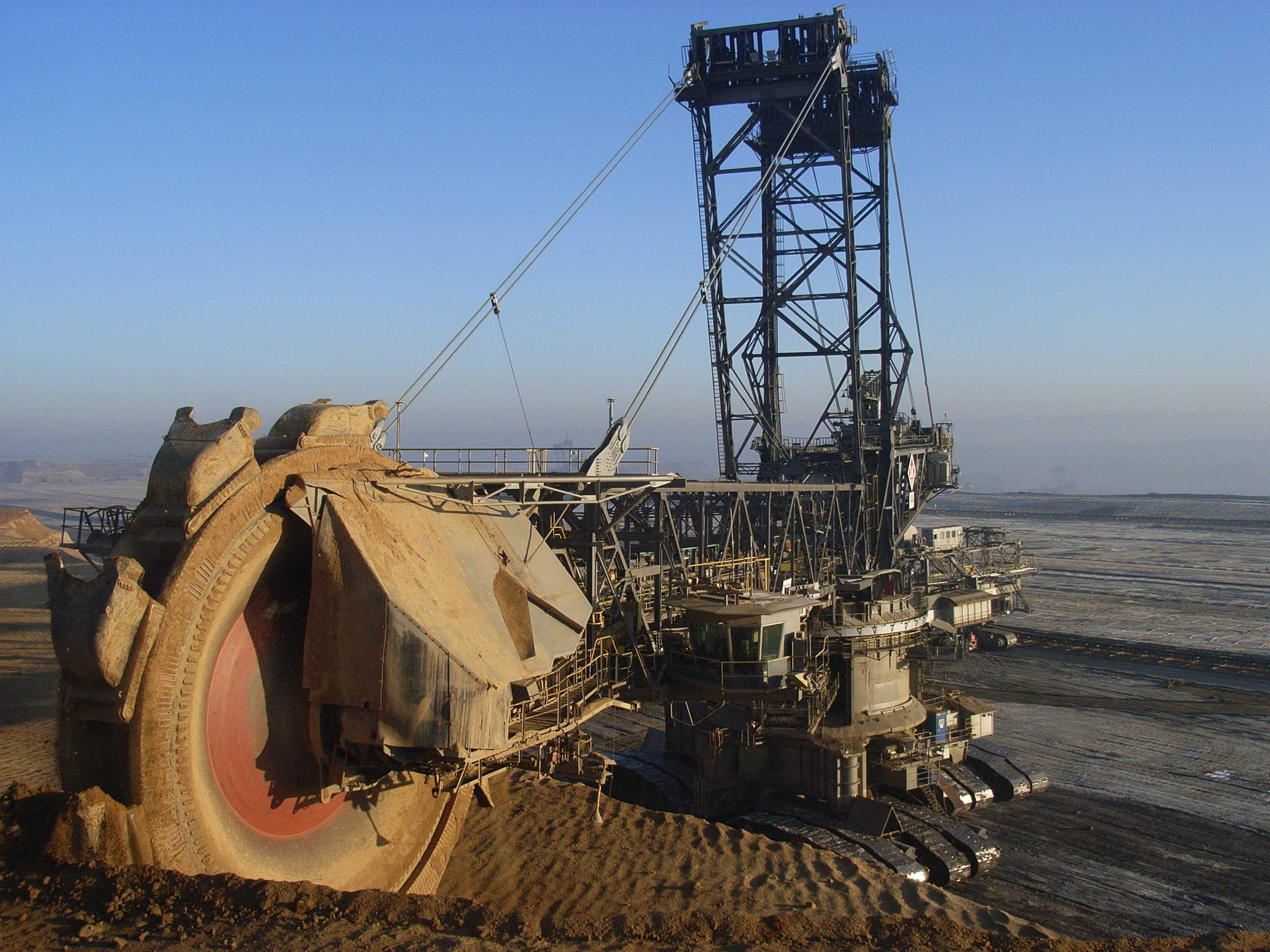
Один работник — один роторный экскаватор

Маркс исходит из предположения, что технический прогресс сопровождается расходованием прибыли на увеличение ТСК. И это происходит в конечном счёте за счёт количества задействованных работников. Для капиталиста повышения уровня ТСК оправданно только в том случае, если он может добиться более высокой производительности, чем при сохранении старой технологии производства. Это значит, что повышение ТСК на определённый процент должен привести к повышению производительности труда на ещё больший процент. Маркс предполагал, что это долговременная тенденция. По сравнению с ростом ТСК в экономике общая занятость растет значительно менее быстро, может приостановиться, а то и вовсе начать сокращаться.
В этом случае индивидуальная рациональность каждого капиталиста по отдельности вступает в противоречие с коллективной рациональностью всей системы. С одной стороны будут вводиться технологии с все более высоким ТСК и большей нормой прибыли, с другой стороны это приводит к обесцениванию устаревшего производственного оборудования с более низкой производительностью труда и более низкой нормой прибыли (моральный износ). С учётом вычета морального износа и суммы всех прибылей норма прибыли (за вычетом морального износа в среднем по экономике снижается.
Если это предположение верно, то капиталисту с самого начала будет требоваться расходовать всё большую часть прибыли на повышение ТСК, чтобы не потерять конкурентоспособность. То есть эта часть прибыли изначально представляет собой цену, которую должен заплатить капиталист, чтобы «оставаться на плаву». Это можно понимать как особого рода моральный износ, который относится не к обесцениванию старых активов, как моральному износу заранее.

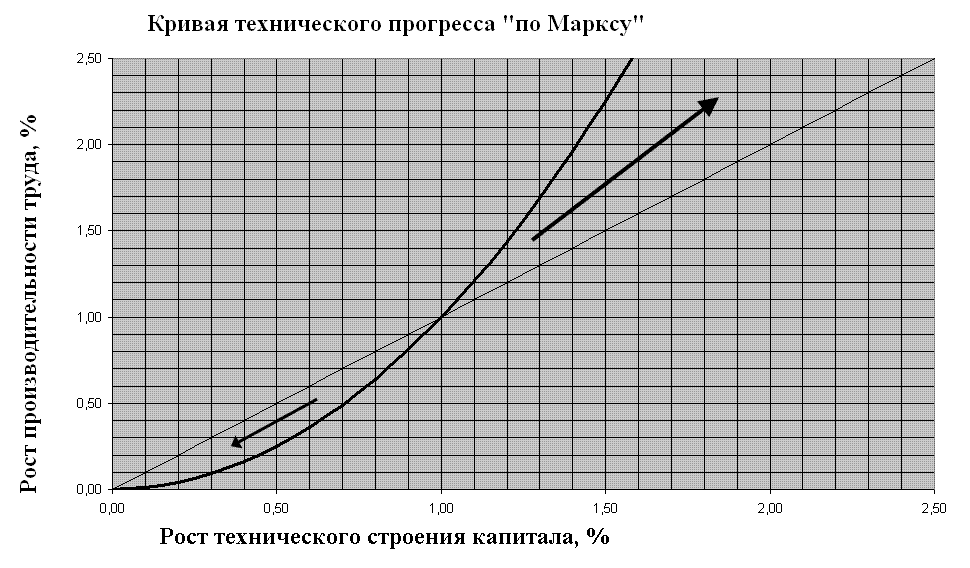
Кривая технического прогресса по Марксу

Решающим фактором тут скорее является не снижающаяся норма прибыли, а то что рациональное поведение отдельных капиталистов обозначает то, что в ходе этих инвестиций в «рационализацию» имеется тенденция к сокращению количества создаваемых новых рабочих мест, рынок труда может даже уменьшаться. Это приводит к дополнению промышленной «резервной армии труда» растущим слоем люмпен-пролетариата.
Этот сценарий можно представить, как «кривую технического прогресса». Увеличение ТСК приводит к непропорциональному увеличению производительности труда, как это показано на рисунке, который исходит из предположения, что эта закономерность начинает проявляться при росте ТСК более 1 %. Если же это выгодно для капиталиста, то он будет всю свою прибыль инвестировать в повышение ТСК, а не в создание дополнительных рабочих мест.

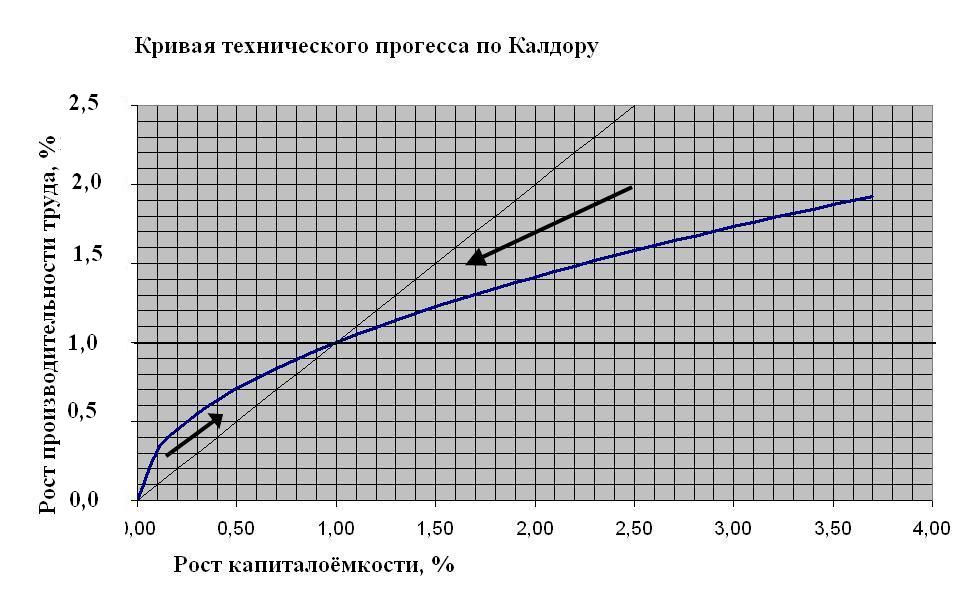
Кривая технического прогресса по Калдору

Венгерский экономист-кейнсианец Николас Калдор напротив исходит из предположения, что кривая технического прогресса будет себя «хорошо вести». По его теории для капиталиста повышение процентов роста ТСК оправданно только до начала непропорционального роста производительности труда и таким образом повышение расходов на увеличение ТСК оправданно для капиталистов только до определённого значения. По этому по мнению Калдора доступная часть оставшейся прибыли может быть направлена на создание новых рабочих мест.

## Критика закона

### Теорема Окисио
Японский экономист Нобуо Окисио на основе теоретической базы неорикардианской школы, а точнее на основе разработок итальянского экономиста Пьеро Сраффы попытался доказать, что при сделанных Марксом допущениях
- Трудоёмкость снижается
- ТСК увеличивается
- Реальная зарплата наёмных работников остаётся неизменной в том смысле, что зарплата будет исчисляться так, что работник за произведённую единицу работы всегда сможет себе позволить приобрести один определённый набор товаров потребления
- Новая техника будет введена предпринимателем только в том случае, если она хотя бы поначалу позволит добиться большей нормы прибыли

не только для первого предпринимателя, который введет новую производственную технику, но и в долговременном масштабе, когда введённая техника станет в соответствующей отрасли общепринята. Теория Окисио, таким образом, противоречит закону тенденции нормы прибыли к понижению.

#### Модель Сраффы
Аргументация Окисио основывается на модели итальянского экономиста Пьеро Сраффы.
Народное хозяйство состоит из двух подразделений: подразделения A (производство средств производства) и подразделения B (производство предметов потребления — без учёта производственного потребления капиталистов, то есть производство предметов, предназначенных для «классического» потребления).
Производственные коэффициенты задают, сколько на производстве необходимо определённых «входящих» (Input), чтобы получить единицу «исходящих» (Output). В самом примитивном случае имеются лишь два входящих {\displaystyle x_{1}} множество основных средств производства, и {\displaystyle x_{2}}, множество предметов потребления.
Производственные коэффициенты:
- {\displaystyle a_{11}}: Количество средств производства, необходимых для изготовления средства производства.
- {\displaystyle a_{21}}: Количество рабочих часов, необходимых для изготовления средства производства.
- {\displaystyle a_{12}}: Количество средств производства, необходимых для изготовления предмета потребления.
- {\displaystyle a_{22}}: Количество рабочих часов, необходимых для изготовления предмета потребления.

Рабочие получают определённую зарплату из расчёта расценки за единицу работы, которую можно выразить в количестве предметов потребления.
- {\displaystyle l\cdot a_{21}}: Количество предметов потребления, необходимых для изготовления средства производства.
- {\displaystyle l\cdot a_{22}}: Количество предметов потребления, необходимых для изготовления предмета потребления.

Схематически народное хозяйство можно представить следующим образом:
|                 | Input {\displaystyle x_{1}}       | Input {\displaystyle x_{2}}              | Output                |
| Подразделение А | {\displaystyle a_{11}\cdot x_{1}} | {\displaystyle a_{21}\cdot l\cdot x_{1}} | {\displaystyle x_{1}} |
| Подразделение В | {\displaystyle a_{12}\cdot x_{2}} | {\displaystyle a_{22}\cdot l\cdot x_{2}} | {\displaystyle x_{2}} |

Это можно представить в следующих уравнениях:
- {\displaystyle (a_{11}\cdot x_{1}\cdot p_{1}+a_{21}\cdot l\cdot x_{1}\cdot p_{2})\cdot (1+r)=x_{1}\cdot p_{1}}
- {\displaystyle (a_{12}\cdot x_{2}\cdot p_{1}+a_{22}\cdot l\cdot x_{2}\cdot p_{2})\cdot (1+r)=x_{2}\cdot p_{2}}

- {\displaystyle p_{1}}: Цена средства производства {\displaystyle x_{1}}
- {\displaystyle p_{2}}: Цена предмета потребления {\displaystyle x_{2}}
- {\displaystyle r}: Общая норма прибыли. Посредством описанной Марксом тенденции к выравниванию нормы прибыли между отраслями в народном хозяйстве устанавливается единая норма прибыли.

В подразделении А расходы на постоянный капитал расходы на средства производства составляют:
- {\displaystyle a_{11}\cdot x_{1}\cdot p_{1}} и для переменного капитала:
- {\displaystyle a_{21}\cdot l\cdot x_{1}\cdot p_{2}}.

В подразделении B при этом расходы на постоянный капитал составляют:
- {\displaystyle a_{12}\cdot x_{2}\cdot p_{1}} и для переменного капитала:
- {\displaystyle a_{22}\cdot l\cdot x_{2}\cdot p_{2}}.

(Постоянный и переменный капитал в обоих уравнениях нельзя просто сложить в одну общеэкономическую величину, потому что для этого нужно знать отношения величин обоих подразделений. Подсчет этих общих отношений смотри подробнее работы Окисио, Сраффы и другие языковые разделы)
Теперь коснемся следующего допущения:
- {\displaystyle p_{2}=1}: Предмет потребления {\displaystyle x_{2}} служит numeraire «счетными деньгами» (в системе общего равновесия Вальраса: товар, используемый в качестве единицы измерения стоимости других товаров; цена этого товара равна единице), цена товара потребления{\displaystyle p_{2}}, таким образом, равна 1.
- Реальная зарплата составляет {\displaystyle l=2\cdot p_{2}=2}.
- Система уравнений выражается в относительных величинах, причём Outputs {\displaystyle x_{1}} и {\displaystyle x_{2}} вводятся равными единице.

Средства производства у Сраффы определяются через величину производственных коэффициентов. Например задаются следующие средства производства:
- {\displaystyle a_{11}=0{,}8}: Количество средств производства для производства средства производства.
- {\displaystyle a_{21}=0{,}1}: Количество рабочих часов для производства средства производства.
- {\displaystyle a_{12}=0{,}4}: Количество средств производства для производства предмета потребления.
- {\displaystyle a_{22}=0{,}1}: Количество рабочих часов для производства предмета потребления.

Тогда получаем следующую систему уравнений, причём ещё отсутствующий размер цены {\displaystyle p_{1}=1{,}78} и для нормы прибыли {\displaystyle r=0{,}0961=9{,}61\%} уже подсчитаны и подставлены:
- {\displaystyle (0{,}8\cdot 1\cdot 1{,}78+0{,}1\cdot 2\cdot 1\cdot 1)\cdot (1+0{,}0961)=1\cdot 1{,}78}
- {\displaystyle (0{,}4\cdot 1\cdot 1{,}78+0{,}1\cdot 2\cdot 1\cdot 1)\cdot (1+0{,}0961)=1\cdot 1}

#### Введение в модель технического прогресса
Можно выделить из подразделения А некое предприятие, производящее те же средства производства, что и все подразделение в целом. Для этого предприятия действует таким образом:
{\displaystyle (a_{11}\cdot x_{1}\cdot p_{1}+a_{21}\cdot l\cdot x_{1}\cdot p_{2})\cdot (1+r)=x_{1}\cdot p_{1}}
{\displaystyle =(0{,}8\cdot 1\cdot 1{,}78+0{,}1\cdot 2\cdot 1\cdot 1)\cdot (1+0{,}0961)=1\cdot 1{,}78}
Это предприятие вводит техническую новинку, при этом необходимые затраты работы снижаются с {\displaystyle a_{21}=0{,}1} до {\displaystyle a_{21}=0{,}05} вполовину. Уже это повышает ТСК, так как теперь для изготовления единицы средства производства нужно только половина изначальных затрат труда, но в то же время средств производства требуется столько же, сколько и раньше.
Кроме того необходимо принять, что экономия рабочей силы сочетается с большим расходом средств производства, так что {\displaystyle a_{11}=0{,}8} повышается {\displaystyle a_{11}=0{,}85}.
Для этого предприятия, введшего техническую новинку получается при наличных ценах и данной ставке оплаты рабочего времени (обе эти величины остаются с начала неизменными, так как только одно предприятие ввело техническую новинку) — следующее уравнение:
{\displaystyle =(0{,}85\cdot 1\cdot 1{,}78+0{,}05\cdot 2\cdot 1\cdot 1)\cdot (1+0{,}1036)=1\cdot 1{,}78}
Предприятие может таким образом увеличить свою норму прибыли с {\displaystyle r=9{,}61\%} до {\displaystyle 10{,}36\%}. Это вполне соответствует марксистским размышлениям, причём действительно, что предприятие только тогда вводит новую технику, когда это повышает его норму прибыли.
Карл Маркс в третьем томе «Капитала» писал: «ни один капиталист не применит нового метода производства добровольно, как бы он не был производителен и как бы он не повышал норму прибавочной стоимости, если только он уменьшает норму прибыли. Но каждый такой новый метод удешевляет товары.». Маркс ожидал, тем не менее, что если новая техника распространится на все подразделение, норма прибыли снова упадет и не только для предпринимателя-первопроходца, но и для всей экономики. Обосновывается это традиционным образом, тем, что только живая работа может создать прибавочную стоимость, а живая работа экономится, так что постоянный капитал, расходы на средства производства, не создают стоимости, а исключительно переносят свою стоимость на конечный продукт.
Предположив, что новая технология распространится в подразделении А и учитывая новый равновесный рост (и новую цену {\displaystyle p_{2}}), получаем:
- {\displaystyle (0{,}85\cdot 1\cdot 1{,}77+0{,}05\cdot 2\cdot 1\cdot 1)\cdot (1+0{,}1030)=1\cdot 1{,}77}
- {\displaystyle (0{,}4\cdot 1\cdot 1{,}77+0{,}1\cdot 2\cdot 1\cdot 1)\cdot (1+0{,}1030)=1\cdot 1}

После распространения новой технологии норма прибыли для предприятия-первопроходца правда снижается, но в целом общая норма прибыли остаётся {\displaystyle 10{,}30\%} выше, чем первоначальные {\displaystyle 9{,}61\%}.

#### Результат
Нобио Окисио привёл эти аргументы как подтверждение опровержения закона тенденции нормы прибыли к понижению. Тем не менее, в вышеприведённой модели рассматривается только оборотный капитал, средства производства, которые в том же самом периоде переходят на конечный продукт. Позже некоторые исследователи распространили выводы Окисио также и на основной капитал, в котором средства производства переносят свою стоимость на продукт больше чем за один период. Таким образом, экономящий рабочую силу технический прогресс, по Окисио, приводит не к снижающейся, а к растущей общей норме прибыли.

#### Марксистские возражения
1. Реакция некоторых марксистов состояла в принятии критики . Закон тенденции нормы прибыли к понижению не представляет собой центрального пункта марксистской теории. Существует достаточно других оснований для критики капитализма, поэтому снижение нормы прибыли как причины разрушения капитализма обычно не рассматривается.
Один из альтернативных вариантов мнений утверждает то, что закон тенденции нормы прибыли к снижению может рассматриваться как одна из причин повторения экономических циклов и, соответственно, кризисов (см. статью Экономический кризис), но не как долгосрочная тенденция.
Михаель Гейнрих выступает как против теории падения капитализма из-за кризиса, так и против понимания кризисов как циклических уравнительных колебаний и заключает: «То, что условия производства прибыли постоянно вступают в противоречие с элементарными жизненными интересами большинства населения, даёт основания снова и снова ставить под вопрос легитимность этой общественной системы и искать возможность общественной альтернативы» или «Вне зависимости от того растет или падает капиталистическо-бухгалтерским образом обоснованное давление капиталистического обесценивания — это ничего не меняет в фундаментально ограниченном характере капиталистического способа производства».
2. Второй вариант реакции на критику состоял в попытке опровергнуть аргументы Окисио изнутри модели Сраффы. При этом вводился неизвестный Марксу закон постоянной ставки заработной платы, заключающийся в том, что профсоюзы борются за производственно ориентированную тарифную политику так, что предприятия в конкурентной борьбе часть возросшей производительности и упавших цен направляют на покупку рабочей силы, что приводит к росту реальных зарплат. При постоянных тарифных ставках представляется разумным следующий случай: единственное предприятие, введшее технически прогрессивную технологию, сначала получает сверхприбыль. Но при распространении технического прогресса уровень реальных зарплат адаптируется таким образом, что первоначально высокие тарифы снова восстанавливаются. Предприятия же остаются при повышенных расходах на средства производства, что приводит к снижению нормы прибыли.
Против такой аргументации существует возражение, что сохранение постоянного уровня зарплаты весьма проблематично. Норма прибыли во всяком случае может быть стабилизирована, если тарифная ставка реальных зарплат адаптируется в сторону снижения. Таким образом, при исчислении реальных зарплат в натуральном выражении согласно модели Сраффы, при росте нормы прибыли происходит их снижение.
3. Третий подход в защите марксистов заключался в том, чтобы подвергнуть критике методы, предложенные Сраффой, в особенности метод сравнительного анализа. Закон тенденции нормы прибыли к понижению основан на том, что всё большая часть произведённого на каждом рабочем месте инвестируется отнюдь не в дополнительные рабочие места. К подобным долгосрочным тенденциям сравнительная статистика в модели Сраффы нечувствительна.

### Подход Михаеля Гейнриха
По Гейнриху, Маркс пытается изложить закон в трёх вариантах, при этом ни один из вариантов не доставляет окончательного доказательства.
- Первый вариант

В первом варианте, Маркс показывает формулами:
{\displaystyle p={m \over c+v}}
или
{\displaystyle p={{m \over v} \over {{c \over v}+1}}}
что отношение постоянного капитала к переменному {\displaystyle {\frac {c}{v}}} возрастает все меньше и в заключении норма прибыли должна уменьшаться, так как эта величина находится в знаменателе второй формулы. Этот результат справедлив только в том случае, если соотношение стоимостей {\displaystyle {\frac {c}{v}}} растет быстрее, чем отношение прибавочной стоимости к переменному капиталу {\displaystyle {\frac {m}{v}}} в числителе. «Так что это не является случаем, понятным самим по себе, а должным быть наглядно представленным»
- Второй вариант

Маркс аргументирует также следующим образом:
{\displaystyle p={{e\cdot N} \over c+v}},
где {\displaystyle N} — число занятых рабочих сил, а {\displaystyle e} — процент нормы прибыли {\displaystyle {\frac {m}{v}}}. Если общие капиталовложения {\displaystyle c+v} растут быстрее, по сравнению с числом работников {\displaystyle N}, то норма прибыли снижается. Но это действительно только в том случае, если {\displaystyle c} в пересчёте на каждого работника возрастает все больше и больше. Но поскольку технический прогресс понижает также цену товаров, из которых образован постоянный капитал, то изложенное вычисление тоже не может рассматриваться в качестве строгого доказательства.
- Третий вариант

Исходным пунктом является выражение
{\displaystyle {m \over c+v}<{v+m \over c}}
Правая дробь будет тем меньше, чем больше {\displaystyle c} в знаменателе, аналогично ведёт себя и левая дробь — норма прибыли должна снижаться. Однако справедливо следующее: «Увеличится ли в конце концов значение {\displaystyle c} или нет, зависит от того, будет ли компенсироваться увеличение количества средств производства их удешевлением или нет». Опять же, технический прогресс может настолько снизить ценность товаров, образующих основной капитал, что неограниченный рост {\displaystyle c} трудно представить, как нечто неизбежное.

## Современный взгляд

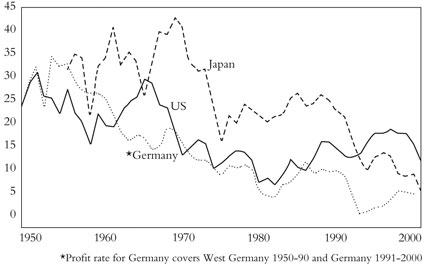
Средняя норма прибыли по некоторым странам 1950—2000. Источник Robert Brenner THE ECONOMICS OF GLOBAL TURBULENCE

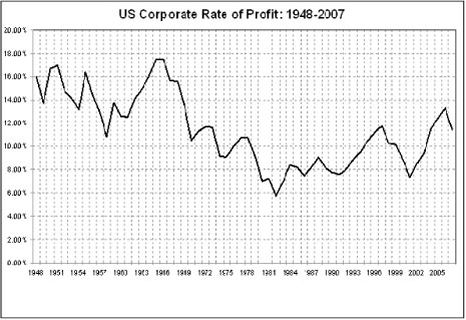
Норма прибыли американских корпораций 1948—2005 Источник данных: публичные лекции доктора Мюррей Смит Brock University in St. Catharines, Ontario on 12 November 2008.

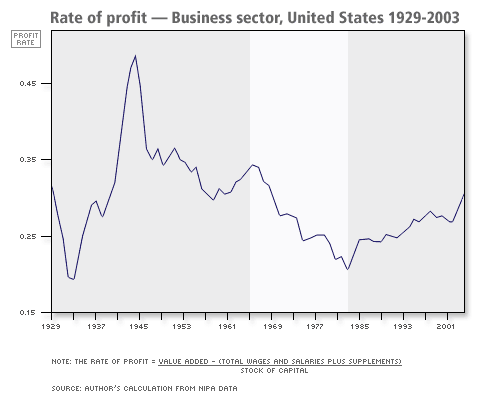
Норма прибыли в коммерческом секторе США 1929—2003 Источник данных: NIPA DATA

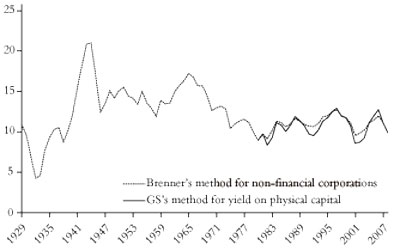
Joseph Choonara 1929—2007 Два метода исчисления нормы прибыли метод Бреннера для нефинансовых предприятий и метод GS

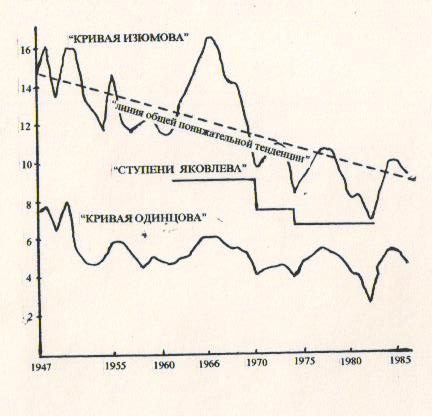
Графики по норме прибыли 1947—1987 Одинцов «Кардиограмма капитализма»

В ответ на критические возражения были разработаны новые подходы к обоснованию закона. Согласно подходу Герт Ройтен и Михаэль Уильямс обнаруживается падение нормы прибыли, поскольку все новые фирмы проникают на рынок, так что предложение превышает спрос, что снижает цены и норму прибыли. Новым компаниям действительно выгодно выходить на рынок, потому что новая фирма обладает наиболее высоким ТСК, наиболее большими капиталозатратами из расчёта на одного работника и с другой стороны наиболее высокой производительностью труда, наивысшим выходом продукции на одного работника в сравнении с уже существующими предприятиями. Но если общий рынок соответственно не возрастает, как было предположено, нормы прибыли снижаются во всей отрасли, причём новые фирмы показывают в сравнении наиболее высокие нормы прибыли. То есть вступление новичков на рынок оказывается все-таки рациональным поступком.
Ройтен и Уильямс выводят отсюда волнообразные движения. Сеть предприятий различной прибыльности станет уже, если все больше малоприбыльных предприятий будет вытесняться с рынка. В результате продолжается процесс концентрации капитала. Оставшиеся крупные предприятия, в том числе и новички на рынке, имеют поначалу мало возможностей с помощью технического прогресса (что обозначает рост ТСК) вытеснить с рынка оставшихся столь же сильных конкурентов. Новые прогрессивные технические проекты накапливаются на полках. И когда количество накопленных знаний достигает определённого предела, техническое перевооружение с помощью крупного инвестирования осуществляется скачком. Предприятия снова начинают различаться друг от друга по производительности труда и прибыльности. Тенденция к падению нормы прибыли снова выходит на первый план, причём снова возникают стимулы для новых предприятий проникнуть на рынок за счёт уже существующих.
По мнению Джона Белла тенденцию к падению нормы прибыли можно вывести не просто из математической формулы, в которой норма прибыли тем выше, чем выше норма прибавочной стоимости и тем ниже, чем выше органическое строение капитала. В ходе капиталистической аккумуляции, по мнению Белла, обнаруживается весьма стойкая и долговременная тенденция к падению нормы прибыли, проходящая поверх всех кризисов. При подъёме экономики норма прибыли попадает под давление вследствие сужения доли рабочей силы, на что капиталисты отвечают дальнейшим техническим прогрессом, и что по Беллу равнозначно росту ТСК. В долгосрочной перспективе, по Беллу возможен подъём нормы прибыли, когда рост ТСК не сможет оказывать такого давления на норму прибыли. Растущее ТСК обозначает для Белла «окружное производство», термин введённый Фридрихом фон Хайеком. В конечном счёте по мнению автора норма прибыли будет приближаться асимптотически к некой определённой отметке.
Американский (США) марксист Пол Суизи предостерегал от FROP-фетишизации (FROP- падение нормы прибыли). Он не был уверен в реальности роста органического строения капитала. Он предпочитал следовать подходу Михаила Калецки, Джозефа Стейндла (Josef Steindl) и близкому к тому, что позднее развивал Джон Кейнс. У сценариях Калецки речь идёт о сценариях, похожих на марксовы — централизация капитала, на рынках царят олигархические монополии. Олигархические монополии в состоянии накрутить большие наценки на любую продукцию, причём марксистски выражаясь, прибавочная стоимость растет. При этом прибавочная стоимость произведена, но ещё не реализована, прибавочный продукт ещё не раскуплен. Спрос рассматривается в смысле инвестиционного спроса предприятий, то есть без учёта классического «потребительского» спроса капиталистов. Размер инвестиций согласно Калецкому зависит от размера ожидаемой прибыли, которые в свою очередь сам определяется через предыдущие тенденции развития прибыли. Из логики экономического цикла обнаруживается, что действительная прибыль некого периода настолько высока, насколько и инвестиции этого периода. Инвестиционный спрос зависит, таким образом, от инвестиций в прошлом. Если норма прибыли возрастет больше, чем инвестиционный спрос и предложение, таким образом, станет больше спроса, то это (как и у Кейнса) приводит к спаду производства, продолжающемуся до тех пор, пока прибыли не станут соответствовать инвестиционному спросу. Суизи толкует такой подход, как тенденцию к росту нормы прибыли и ожидает стагнационные тенденции в капитализме. Государство может попытаться собственным спросом заполнить дыры в общественном спросе (по Суизи это прежде всего военные расходы, в том числе постоянные на военный сектор экономики в мирное время).
Кейнс также предрекает стагнацию в связи с приближению к границе «предельной склонности к потреблению». Все меньшая часть дополнительных доходов будет расходоваться на потребление. Это можно объяснить приближением достижения уровня насыщения потребностей, но по-марксистски это будет ростом нормы прибыли. При этом происходит снижение доли заработной платы, что в общеэкономическом масштабе ведёт к отставанию потребительского спроса, поскольку потребительский спрос, основанный на доходах из зарплаты согласно классической или кейнсианской «функции сбережения» выше, чем спрос, образованный на доходы из прибыли. С кейнсианской точки зрения уменьшение уровня спроса может компенсировать государственный спрос, либо рост зарплат работников. Однако согласно марксистской контркритике это обозначало бы, что труд рабочего оплачивается выше стоимости рабочей силы. Необходимость работать ослабеет, к тому же и рабочие в этом случае могли бы из предосторожности большую часть своей зарплаты экономить, то есть таким образом не удастся залатать возникшие в спросе дырки.
Майкл Лейбовиц высказывает Суизи следующее соображение — основной момент опирается на замечания Маркса, сделанные в третьем томе «Капитала» о противоречии между предложением (производством) и спросом (реализация, обращение). Предложение имеет тенденцию обгонять спрос. Лейбовиц подчеркивает марксистское понятие «ограниченности» (теоретически преодолимой) в отличие от принципиально непреодолимой границы. В ходе технического прогресса возрастает с одной стороны производство на одного рабочего (предложение), с другой стороны экономия рабочей силы тормозит рост потребительского спроса рабочих. Чисто математически общественный спрос и предложение могут быть приведены в равновесие, но так как капитализм не является общественно спланированной системой и отдельные капиталисты преследуют собственные интересы, не обращая внимание на общеэкономическое равновесие, процесс оборачивается кризисами и тенденцией нормы прибыли к понижению. В виду угрожающего падения нормы прибыли капиталисты инвестируют все больше в технологию продаж, рекламу и т. п. С точки зрения отдельного капиталиста это оправданно, но для экономики вообще это представляет собой неоправданное бремя. Лебовиц подчеркивает важность диалектического подхода, капиталистический процесс следует рассматривать «в целостности». Постоянные кризисы капиталистического процесса, даже если они могут быть чисто экономически преодолены, ведут к изменению сознания рабочих, что может стать непреодолимой границей для капитализма (стр. 127).
Согласно Люкасу Цайзе закон годен для того, чтобы объяснить кризисы, но не долгосрочную тенденцию к обесцениванию.

## Примеры

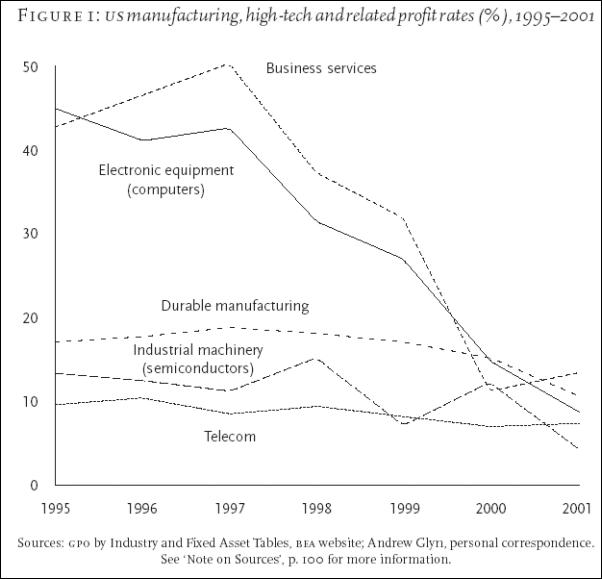
Колебания нормы прибыли 1995—2001 в США по отраслям согласно исследованиям Эндрю Глин и Роберта Бреннера

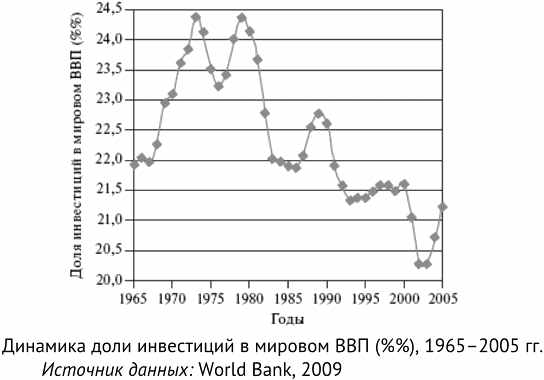
Динамика доли инвестиций в мировом ВВП (%), 1965—2005 гг. Источник данных: World Bank, 2009

Следующий пример продемонстрирует закон с материальной, а не со стоимостной стороны. Числовой пример исходит из предположения, что предложение равно спросу. Предполагается таким образам «бескризисное» протекание капитализма. Пример имеет больше теоретический, нежели эмпирический характер.
В период 1 предусмотрено выплатить 100 € на зарплаты, таким образом в переменный капитал Р и 100 € в постоянный капитал К На выходе имеется Output Y в размере 206 €. При этом один евро это как раз цена за один товар, либо цена товара потребления за одну единицу произведённого труда либо цена одной единицы основных средств. Можем рассчитать ТСК равным K/Р = 1,0 и производительность труда Y/P = 2,06.
Output выручка от продажи 206 товаров равен 206 € расходуется в следующем периоде полностью. Произведённый Output полностью используется, как Input в следующем периоде, будь это потребительские товары для рабочих или средства производства. Таким образом делается допущение, что спрос равен предложению.
В следующем периоде ТСК возрастает на 5 % (коэффициент роста 1,05). Для того, чтобы это оправдывалось с точки зрения капиталиста допустим, что производительность труда повышается не на 5 %, а дважды по пять. В общей сумме 10,3 % (Коэффициент роста 1,05 умножить на 1,05 = 1,103). В противном случае для капиталиста лучше было бы остаться при старой технике и неизменной ТСК. К этому допущению подталкивает цитата из Маркса" (третий том «Капитала») «ни один капиталист не применит нового метода производства добровольно, как бы он не был производителен и как бы он не повышал норму прибавочной стоимости, если только он уменьшает норму прибыли. Но каждый такой новый метод удешевляет товары.»
В следующем периоде ТСК снова возрастёт и опять с предположением не только размера планового роста производительности труда 10,3 %, а ещё на дополнительные 5 % итого в совокупности на 15,8 % (Коэффициент роста 1,05 * 1,05 * 1,05 = 1,158). Если мы продолжим рассматривать следующие периоды обнаружится, что сначала применение работы растет, но чем далее, тем со все меньшим темпом. В периоде 15 достигается высший пункт занятости. Затем при сделанных допущениях ТСК может только раздуваться, тогда как общая занятость будет сокращаться.
Чисто математически можно продолжить ряд. Маркс (и такие марксисты, как Генрик Гроссман) исходят обычно из того, что рост ТСК также требует все больше занятости в каждом отдельном предприятии, так что не позднее, по крайней мере пока занятость не начнет сокращаться, централизационные процессы будут продолжаться. Тогда меняется характер конкуренции и «турбо-капитализм» все быстрее превращается в стагнационный капитализм. Конкурентный капитализм сменяется монопольным капитализмом.

### Таблица
- Р: Применение работы
- К: Применение капитала
- Y: Output — выход
- K/Р: ТСК (техническое строение капитала)
- Y/Р: Производительность труда
- П(…): Процент роста

Таблица исходит из отношения С/Р зарплата на одного работника =1, потребительские товары на одного работника =1. Производство Y в объёме 206 в первом периоде применено для 100,5 потребительских товаров, которые 100,5 работников получают в качестве зарплаты и используются 105,5 основных средств К. Это продолжается от периода к периоду.
| Период | Р     | K             | Y               | K/Р       | Y/Р         | П(K/A) | П(Y/A) |
| ------ | ----- | ------------- | --------------- | --------- | ----------- | ------ | ------ |
|        | €     | €             | €               |           | €           | %      | %      |
| 1      | 100,0 | 100,0         | 206,0           | 1,0       | 2,1         |        |        |
| 2      | 100,5 | 105,5         | 228,2           | 1,1       | 2,3         | 5,0    | 10,3   |
| 3      | 103,0 | 125,2         | 284,4           | 1,2       | 2,8         | 15,8   | 21,6   |
| 4      | 111,5 | 172,9         | 412,3           | 1,6       | 3,7         | 27,6   | 34,0   |
| 5      | 129,6 | 282,8         | 708,1           | 2,2       | 5,5         | 40,7   | 47,7   |
| 6      | 161,4 | 546,7         | 1 437,3         | 3,4       | 8,9         | 55,1   | 62,9   |
| 7      | 211,6 | 1 225,7       | 3 383,5         | 5,8       | 16,0        | 71,0   | 79,6   |
| 8      | 283,8 | 3 099,7       | 8 984,9         | 10,9      | 31,7        | 88,6   | 89,0   |
| 9      | 379,0 | 8 605,9       | 26 192,4        | 22,7      | 69,1        | 107,9  | 118,3  |
| 10     | 493,8 | 25 698,6      | 82 125,9        | 52,0      | 166,3       | 129,2  | 140,7  |
| 11     | 619,8 | 81 506,1      | 273 495,6       | 131,5     | 441,3       | 152,7  | 165,3  |
| 12     | 744,5 | 272 751,1     | 960 983,9       | 366,4     | 1 290,8     | 178,6  | 192,5  |
| 13     | 853,2 | 960 130,6     | 3 551 968,7     | 1 125,3   | 4 162,9     | 207,2  | 222,5  |
| 14     | 931,9 | 3 551 036,8   | 13 793 779,6    | 3 810,6   | 14 802,0    | 238,6  | 255,6  |
| 15     | 969,5 | 13 792 810,1  | 56 256 170,2    | 14 226,6  | 58 025,7    | 273,3  | 292,0  |
| 16     | 960,7 | 56 255 209,6  | 240 918 113,2   | 58 558,8  | 250 783,5   | 311,6  | 332,2  |
| 17     | 906,6 | 240 917 206,7 | 1 083 337 619,5 | 265 742,2 | 1 194 968,8 | 353,8  | 376,5  |

В таблице показано, что выход Y и средства производства К нарастают все быстрее, в то время как задействование работы Р возрастает только до 15 периода и дальше начинает снижаться.
Решающим является то, что предприятия в каждый последующий период повышают ТСК быстрей, чем в предыдущем периоде выросла производительность труда, причём рациональность этого проявляется в том, что производительность труда повышается быстрей, чем ТСК (рациональность с точки зрения отдельного капиталиста). В таблице возрастание производительности труда в каждом отдельном периоде всегда больше, чем соответствующий рост ТСК. Но рост ТСК каждого периода всегда больше, чем рост производительности труда предыдущего периода(в более высокой строчке). Из этого проистекает коллективная иррациональность при рациональном поведении каждого.
Последнее, правда можно было бы рассматривать как некое произвольное допущение. Но если верно то, что возрастание ТСК приводит к ещё большему увеличению производительности труда, то для предприятий не существует никаких границ. Можно ставить вопрос только о внешних ограничителях, например то, что в соответствии с какими-то техническими причинами ТСК не может произвольно быстро расти. Когда Николас Калдор (см. выше кривую технического прогресса по Калдору) постулирует постепенно ослабевающее действие высокого прироста ТСК, то это действительно можно рассматривать как произвольное допущение, необходимое для того, чтобы представить стабильный экономический рост. Поэтому буржуазные экономисты и исходят из допущения «хорошего поведения» кривой технического прогресса ввиду желательности соответствия их теорий устойчивому равновесному развитию.

### Русскоязычная литература
- Блауг М. Закон тенденции нормы прибыли к понижению // Экономическая мысль в ретроспективе = Economic Theory in Retrospect. — М.: Дело, 1994. — С. 227—230. — XVII, 627 с. — ISBN 5-86461-151-4.
- Маркс «Капитал» ЗАКОН ТЕНДЕНЦИИ НОРМЫ ПРИБЫЛИ К ПОНИЖЕНИЮ ГЛАВА ТРИНАДЦАТАЯ
- «Капитализм на исходе столетия». / [А. Н. Яковлев, А. В. Аникин, Г. А. Боровик и др.]; Науч. редакция А. Н. Яковлева. — М.: Издательство политической литературы, 1987. — 462 с.
- Изюмов А. И. США: норма прибыли и экономика
- Одинцов (Сидоров) «Кардиограмма капитализма» (недоступная ссылка)  (недоступная ссылка с 23-05-2013 [4437 дней])
- Виктор Тяпин Норма прибыли и стагфляция
- Понижение нормы прибыли и накопление капитала
- Иван Пацюк Кризис накопления